# Remilly-les-Marais
Remilly-les-Marais es una comuna nueva francesa situada en el departamento de Mancha, de la región de Normandía.

## Historia
Fue creada el 1 de enero de 2017, en aplicación de una resolución del prefecto de Mancha de 5 de agosto de 2016 con la unión de las comunas de Le Mesnil-Vigot, Les Champs-de-Losque y Remilly-sur-Lozon, pasando a estar el ayuntamiento en la antigua comuna de Remilly-sur-Lozon.

## Demografía
| Gráfica de evolución demográfica de Remilly-les-Marais entre 1800 y 2013 |
|                                                                          |

Los datos entre 1800 y 2013 son el resultado de sumar los parciales de las tres comunas que forman la nueva comuna de Remilly-les-Marais, cuyos datos se han cogido de 1800 a 1999, para las comunas de Le Mesnil-Vigot, Les Champs-de-Losque y Remilly-sur-Lozon de la página francesa EHESS/Cassini. Los demás datos se han cogido de la página del INSEE.

## Composición
| Comuna delegada      | Código INSEE | Población (2013) | Superficie (km²) | Densidad (hab./km²) |
| -------------------- | ------------ | ---------------- | ---------------- | ------------------- |
| Le Mesnil-Vigot      | 50325        | 227              | 3.26             | 70                  |
| Les Champs-de-Losque | 50119        | 183              | 9.31             | 20                  |
| Remilly-sur-Lozon    | 50431        | 662              | 9.56             | 69                  |